# Keluo He
Keluo He är ett vattendrag i Kina. Det ligger i provinsen Heilongjiang, i den nordöstra delen av landet, omkring 410 kilometer norr om provinshuvudstaden Harbin.
Genomsnittlig årsnederbörd är 793 millimeter. Den regnigaste månaden är juli, med i genomsnitt 212 mm nederbörd, och den torraste är mars, med 11 mm nederbörd.